# Konvertor rđe
Konvertor rđe je hemijski rastvor koji nanošenjem na gvožđe ili čelik pretvara rđu u neaktivan sloj zaštitnih svojstava. Ovi sastavi, rđu, tj. gvožđe III-oksid pretvaraju u crni sloj koji je dobro vezan na podlogu te štiti metal od dalje korozije.

## Tipični sastav
Najčešće su to vodeni rastvori zasnovani na taninskoj kiselini i organskom polimeru. Taninska kiselina hemijskim putem pretvara crveni gvožđe oksid,rđu u plavo crni gvožđe tanat, znatno stabilniji spoj. Sadrže i druge sastojke, poput organskih rastvarača. Neki konverteri rđe sadrže još i fosfornu kiselinu, ona snižava pH rastvora te ubrzava hemijske reakcije(ali mogu biti zasnovani i samo na spomenutoj u tom slučaju iz gvožđe-III-oksida nastaje gvožđe-III-fosfat).

## Primer sastava
1 lit destilovane vode
200 gm taninske kiseline
150 ml etilnog alkohola
Može se koristiti i znatno manje količine tanina,npr.20 grama. Ako dodamo i 15 mll fosforne kiseline zaštitna će svojstva biti još bolja.Shreirov patent USPT 2,854,368 iz 1958. daje nešto drugačiju formulu - 50 gr tanina,250 ml fosforne kiseline.200 ml etanola i 600 ml vode.

## Istorija
Konverteri rđe zasnovani na taninu razvijeni su krajem pedesetih godina prošlog veka (Shreirov patent USPT 2,854,368 iz 1958).

## Korišćenje
Obično se koriste na predmetima koji se teško peskare, poput vozila, prikolica,ograda. Može ih se koristiti i u konzerviranju restauriranju predmeta kulturne baštine od gvožđa i čelika.

## Dodatna literatura
- J. B. Pelikan „Konservierung von Eisen mit Tannin“, ‚Studies in Conservation’ 11 (3) 1966 Str. 109 - 115
- J. Emmerling, "Eisenkonservierung mit Tannin," Arbeitsblätter für Restauratoren 2 (1968).
- P. Baur, (1964). "Tannin und die Roststabilisierung," Metallreinigung undVorbehandlung 13
- S. Adrian, (1962). "Tannin Solutions for Corrosion Prevention," Holland Shipbuild 1166-67
- K. Barton, 1961). "The Protection of Cleaned Iron Objects," Museums Journal 60284-288 ).
- L. Biek and F. Wormwell, (1953). "Role of Tannates and Phosphates inthe Preservation of Ancient Buried Fe Objects," Journal of Applied Chemistry 3H.W.
- M. Hodges, "Problems and Ethics in the Conservation of Metal Objects,"Conservation in Archaeology and the Applied Arts, Preprints of the contributionsto the Stockholm Congress, (1975). 2-6 June, 1975, IIC, London
- E. Knowles, (1957). "Tannins in Corrosion," Paint, Oil and Color Journal 131 793-4
- E. Knowles and T. White (1958).," The Protections of Metals with Tannins," Journalof the Oil and Colour Chemists Association 41 10-23 .

## Spoljašnje veze
- "Comparative Study of Commercially Available Rust Converters"
- "Evaluation of Commercial Rust Converters as a Tool for Corrosion Control" (PDF, 15 MB) Архивирано на веб-сајту  (6. март 2021)
- "The Conservation of Two Cast Iron Bells at the Lac Qui Parle Mission Historic Site" (PDF, 131 kB)